# Guinea hívójelkörzetei
Guinea jelenleg (2024) nincs felosztva hívójelkörzetekre.
A Guinea számára az ITU a 3X hívójelprefixet határozta meg.
| Prefix | Körzet | Hely/jelleg | ITU zóna | CQ zóna | 1 szintű QTH lokátor |
| ------ | ------ | ----------- | -------- | ------- | -------------------- |
| 3X     | [0..9] | Guinea      | 46       | 35      | IK, IJ               |

## Lajstromjel
Vízi és légi járművek lajstromjelezéséhez a 3X prefixet használják.